# Stephen Davis
Stephen Davis – amerykański dziennikarz i historyk muzyczny, autor wielu książek o muzyce.

## Twórczość
- Reggae Bloodlines: In Search of the Music and Culture of Jamaica (1977 pierwsze wydanie, 1992, Da Capo Press)
- Reggae International (1982, R&B Books)
- Bob Marley: The Biography (1983, A Barker)
- Hammer of the Gods: The Led Zeppelin Saga (1985 pierwsze wydanie, 1997, Berkley Publishing Group)
  - polskie wydanie: Młot Bogów – Saga Led Zeppelin, 1997, Wydawnictwo In Rock
- Fleetwood: My Life and Adventures in Fleetwood Mac, z Mick Fleetwood (1990, William Morrow & Company)
- Jajouka Rolling Stone: A Fable of Gods and Heroes (1993, Random House Trade)
- This Wheel's on Fire : Levon Helm and the Story of the Band, z Levonem Helmem (1994, Plexus Publishing)
- Bob Marley: Conquering Lion of Reggae (1994, Plexus Publishing)
- Bob Marley, wydanie poprawione (1998, Schenkman Books)
- Walk This Way: Autobiography of "Aerosmith", z Aerosmith (1999, Virgin Books)
- Old Gods Almost Dead: The 40-Year Odyssey of the Rolling Stones (2001, Broadway)
- Jim Morrison: Life, Death, Legend (2004, Ebury Press)
  - polskie wydanie: Jim Morrison życie śmierć legenda (2006, Wydawnictwo Dolnośląskie)
- Introduction of The First Rasta: Leonard Howell and the Rise of Rastafarianism, z Helene Lee (2005, Chicago Review Press)
- Hammer of the Gods: "Led Zeppelin" Unauthorised (2005, Macmillan)
- Watch You Bleed:The Saga Of Guns N' Roses (2008,Gotham Books)
  - polskie wydanie:Patrząc Jak Krwawisz:Saga Guns N' Roses (2008,Kagra)